# 王小波
王小波（1952年5月13日—1997年4月11日），祖籍四川渠县，出生于北京，中华人民共和国作家。年轻时在云南农场当过知青，插过队，做过工人、老师。1978年至1982年在中国人民大学学习。1984年前往美国留学。1988年获匹兹堡大学硕士学位。后任教于北京大学和中国人民大学。1992年后开始成为自由撰稿人。1997年4月11日因心脏病突发逝世于北京。

## 生平
1952年5月13日王小波出生于一个知识分子家庭。其父王方名是逻辑学家。1968年－1970年作为「知青」下放于云南农场。1971年到山东省烟台市牟平区插队，后成为民办教师。1972年在北京牛街教学仪器厂做工，1974年在北京西城区半导体厂做工。这段工人生活是他《革命时期的爱情》等小说的写作背景。
1977年与当时在《光明日报》担任编辑的李银河相识相恋，1980年王小波和李银河结婚。同年发表其处女作《地久天长》。1978年进入中国人民大学贸易经济系，本科学历。就读于贸易经济商品学专业。1982年在中国人民大学一分校任教师，此时王小波开始写作《黄金时代》，1968年在云南兵团劳动开始尝试写作是《黄金时代》的写作背景，也是其处女作《天长地久》的灵感来源。1984年就读于美国匹兹堡大学东亚研究中心，获硕士学位。开始写作以唐传奇为蓝本的小说，其间得到许倬云先生的指点。王小波在美留学期间，游历了美国各地，并利用1986年暑假的时间游历了西欧诸国。
1988年回国，任北京大学社会学系讲师。1991年任中国人民大学会计系讲师。1992年后为自由撰稿人，他的唯一一部电影剧本《东宫西宫》获阿根廷国际电影节最佳编剧奖，并且入围1997年戛纳国际电影节。
1997年4月11日逝世于北京（遗体解剖后证实死因是心脏病突发）。其后，他的作品盛行于世，他的文体成为无数青年仿效的目标。

## 作品风格
王小波在白话文叙述方面有很深的造诣，写作小说的同时他也创作过一些杂文与随笔文章。并且很多人都是由于精彩而睿智的杂文作品接触和认识到王小波。王小波的东西方生活与求学经历，使他成为一个富有自由人文精神和独立知识分子品格的写作者。在写给其老师许倬云的信中，王小波也表示他尝试着不裸露却引人入胜地将性的内容写入他的小说中。
在他的作品中，贯穿着其特有的黑色幽默，这些也表明了王小波对于生命和生活的态度。王小波的一系列小说都以自己所经历过的生活作为蓝本，如下放到云南的知识青年，在某个医院或高等专科学校从事技术工种的工程师等等，作品的年代背景也与王小波的生活与成长时期相重叠，在这些作品中，他刻画了这样一种现实：“我看到一个无智的世界，但是智慧在混沌中存在；我看到一个无性的世界，但是性爱在混沌中存在；我看到一个无趣的世界，但是有趣在混沌中存在。我要做的就是把这些讲出来。”（《〈怀疑三部曲〉序》:346页）
从杂文作品中看，哲学家伯特蘭·羅素对他思想影响很深，他推崇和提倡科学与理性，并且认为人的生活应该追求未知，他反对进行思想禁锢，主张人们思维应该保持多样化，使生活变得有意思有趣，去热爱智慧（见《思维的乐趣》:20-30页等文）。 他的作品在他身后盛行于世，影响了众多青年，特别是二十世纪九十年代的大学生，他们至今还会常常引用王小波作品中的文字，来表明自己的激昂和犀利。其曾编写过电影剧本《东宫西宫》，并由此获得了阿根廷国际电影节最佳编剧。

## 王小波现象
王小波生前两获《联合报》中篇小说大奖，在海外华人文学界获得普遍称誉。但当其期望进入内地文坛体制时，却遭到了前所未有的冷遇，甚至出版作品都很困难。王小波在其小说集《黄金时代》的后记中坦承：“本书得以面世，多亏了不屈不挠的意志和积极的生活态度。必须说明，这些优秀的品质并非作者所有。鉴于出版这本书比写出这本书要困难得多，所以假如本书有些可取之处，应当归功于所有帮助出版和发行它的朋友们。”:334页
而1997年王小波遽然逝世，成为了王小波现象的开端。其作品被空前的传播和接受，在民间与知识界都引起巨大反响，作品的发行量至21世纪仍为90年代小说家中的佼佼者。各种形式的王小波纪念会，作品研讨会层出不穷，一时间王小波现象席卷文坛、文艺界与文学批评界。
王小波现象的爆破点在于其杂文，值得一提的是，其杂文在生前就曾经受到关注。评论界有把王小波热比作陈寅恪热之后，自由主义浪潮在中国的第二次勃兴。
关于王小波小说价值的技术性讨论，主流批评界保持了异常的缄默。关于王小波小说价值的讨论，在主流文学批评界一直处于边缘化的地位。可以说，王小波现象的主要焦点在于其杂文以及其所宣扬的自由主义思潮。而其小说在文坛的地位，端在于其所引发的有关小说艺术的讨论。例如《关于幽闭型小说》：“文学事业可以像科学事业那样，成为无边界的领域，人在其中可以投入澎湃的想像力。”:367页，又如《小说的艺术》：写小说“需要深得虚构之美，也需要些无中生有的才能；我更希望能把这件事做好。”:328页
王小波在《智慧与国学》一文中这样写过：“有一天我们都会死去，追求智慧的道路还会有人在走着。死掉以后的事我看不到。但在我活着的时候，想到这件事，心里就很高兴。”:110页

## 主要作品列表

### 长篇小说
- 《青铜时代》1997花城出版社
  - 《红拂夜奔》
  - 《万寿寺》
  - 《寻找无双》
- 《革命时期的爱情》

### 中篇小说
- 《黄金时代》1997花城出版社
- 《白银时代》1997花城出版社
- 《2010》
- 《2015》
- 《未来世界》
- 《我的阴阳两界》

### 短篇小说集
- 《绿毛水怪》1977
- 《夜行记》
- 《唐人秘传故事》1989山东文艺出版社
- 《似水柔情》1998今日中国出版社

### 杂文集
- 《我的精神家园》1997文化艺术出版社
- 《沉默的大多数》1997中国青年出版社
- 《一只特立独行的猪》2000北京十月文艺出版社

### 书信集
- 《爱你就像爱生命》与李银河合著，2004朝华出版社

### 未竟稿集
- 《黑铁时代》1998时代文艺出版社

### 电影文学剧本
- 《东宫西宫》2006北方文艺出版社

### 社会学著作
- 《他们的世界：中国男同性恋群落透视》（与妻李银河合著）

### 文集
- 《王小波文集》4卷，1999中国青年出版社
- 《王小波全集》10卷，2006云南人民出版社
- 《王小波全集》10卷，2009北京理工大学出版社
- 《王小波全集》10卷，2012译林出版社

## 评价
中国当代著名作家王蒙评点王小波说：“王小波是个很有思想的人，我对他充满哲理的散文、论文都很有兴趣。但是对于他的小说，说老实话，我没有读完，因为他的风格不大对我的胃口。”
华东师范大学中文系教授、青年评论家黄平：“（王小波）戏谑美学，一代绝唱”。
高晓松把他当成“神一样的存在”；
冯唐说他是“一个奇迹”、“一个好得不得了的开始”。
《南方周末》评价："如果人们觉得王小波特立独行，那么也许是这个社会太不正常了。同样可以粗暴地说，王小波的意义不在于特立独行，而在于人性的正常。"

## 家庭
- 父亲：王方名（原籍四川省渠县，逻辑学家，中国人民大学教授）
- 母亲：宋华（原籍山东省牟平县，教育部干部）
- 大姐：王小芹
- 二姐：王征
- 兄：王小平
- 弟：王晨光
- 妻子：李银河